# Phytoliriomyza berii
Phytoliriomyza berii este o specie de muște din genul Phytoliriomyza, familia Agromyzidae, descrisă de Singh și Ipe în anul 1973. Conform Catalogue of Life specia Phytoliriomyza berii nu are subspecii cunoscute.